# Nový Jičín (distrikt)
Nový Jičín (tjeckiska: Okres Nový Jičín) är ett distrikt i Mähren-Schlesien i Tjeckien. Centralort är Nový Jičín.

## Komplett lista över städer och byar
- Nový Jičín
- Albrechtičky
- Bartošovice
- Bernartice nad Odrou
- Bílov
- Bílovec
- Bítov
- Bordovice
- Bravantice
- Frenštát pod Radhoštěm
- Fulnek
- Heřmanice u Oder
- Heřmánky
- Hladké Životice
- Hodslavice
- Hostašovice
- Jakubčovice nad Odrou
- Jeseník nad Odrou
- Jistebník
- Kateřinice
- Kopřivnice
- Kujavy
- Kunín
- Libhošť
- Lichnov
- Luboměř
- Mankovice
- Mořkov
- Mošnov
- Odry
- Petřvald
- Příbor
- Pustějov
- Rybí
- Sedlnice
- Skotnice
- Slatina
- Spálov
- Starý Jičín
- Studénka
- Suchdol nad Odrou
- Šenov u Nového Jičína
- Štramberk
- Tichá
- Tísek
- Trnávka
- Trojanovice
- Velké Albrechtice
- Veřovice
- Vražné
- Vrchy
- Závišice
- Ženklava
- Životice u Nového Jičína